# Bibikovana gravis
Bibikovana gravis är en loppart som först beskrevs av Rothschild 1908.  Bibikovana gravis ingår i släktet Bibikovana och familjen Pygiopsyllidae. Inga underarter finns listade i Catalogue of Life.